# Hochstetter-Inseln
Die Hochstetter-Inseln (russisch Острова Хохштеттера, Ostrowa Chochschtettera, oder Острова Гохштеттера, Ostrowa Gochschtettera) sind eine Inselgruppe des arktischen Franz-Josef-Lands. Administrativ gehören sie zur russischen Oblast Archangelsk.

## Geographie
Die Gruppe aus drei Inseln liegt im Südosten Franz-Josef-Lands zwischen 10 und 15 km nordöstlich der Salm-Insel und etwa 17 km südlich der Klagenfurt-Insel. Die größte und höchste der Inseln ist die Südinsel (Juschny). Sie ist 7,6 km lang und bis zu 4,5 km breit. Ihre Fläche beträgt 22,2 km². Der größte Teil der Insel ist von einer bis zu 181 m hohen Eiskappe bedeckt. Ihre Küstenlinie ist durch steile Ufer geprägt, die im Südosten mehr als 100 m abfallen. Nordwestlich liegen zwei kleinere Inseln, die Mittelinsel (Sredni) und die Insel Albatros. Die Mittelinsel ist 1,4 km lang und bis zu 800 m breit, Albatros 500 m lang und 280 m breit. Ihre Flächen betragen 0,5 bzw. 0,1 km². Sie sind 10 bzw. 44 m hoch.

## Geschichte
Die Inselgruppe wurde 1873 von der Österreich-Ungarischen Nordpolarexpedition entdeckt und von Julius Payer nach dem deutsch-österreichischen Präsidenten der  k.k. geographischen Gesellschaft, Ferdinand von Hochstetter, benannt.